# Lépin-le-Lac
Lépin-le-Lac is een gemeente in het Franse departement Savoie (regio Auvergne-Rhône-Alpes). De plaats maakt deel uit van het arrondissement Chambéry. Lépin-le-Lac is gelegen aan het Lac d'Aiguebelette. Lépin-le-Lac telde op 1 januari 2022 466 inwoners.

## Geografie
De oppervlakte van Lépin-le-Lac bedroeg op 1 januari 2022 5,11 vierkante kilometer; de bevolkingsdichtheid was toen 91,2 inwoners per km².

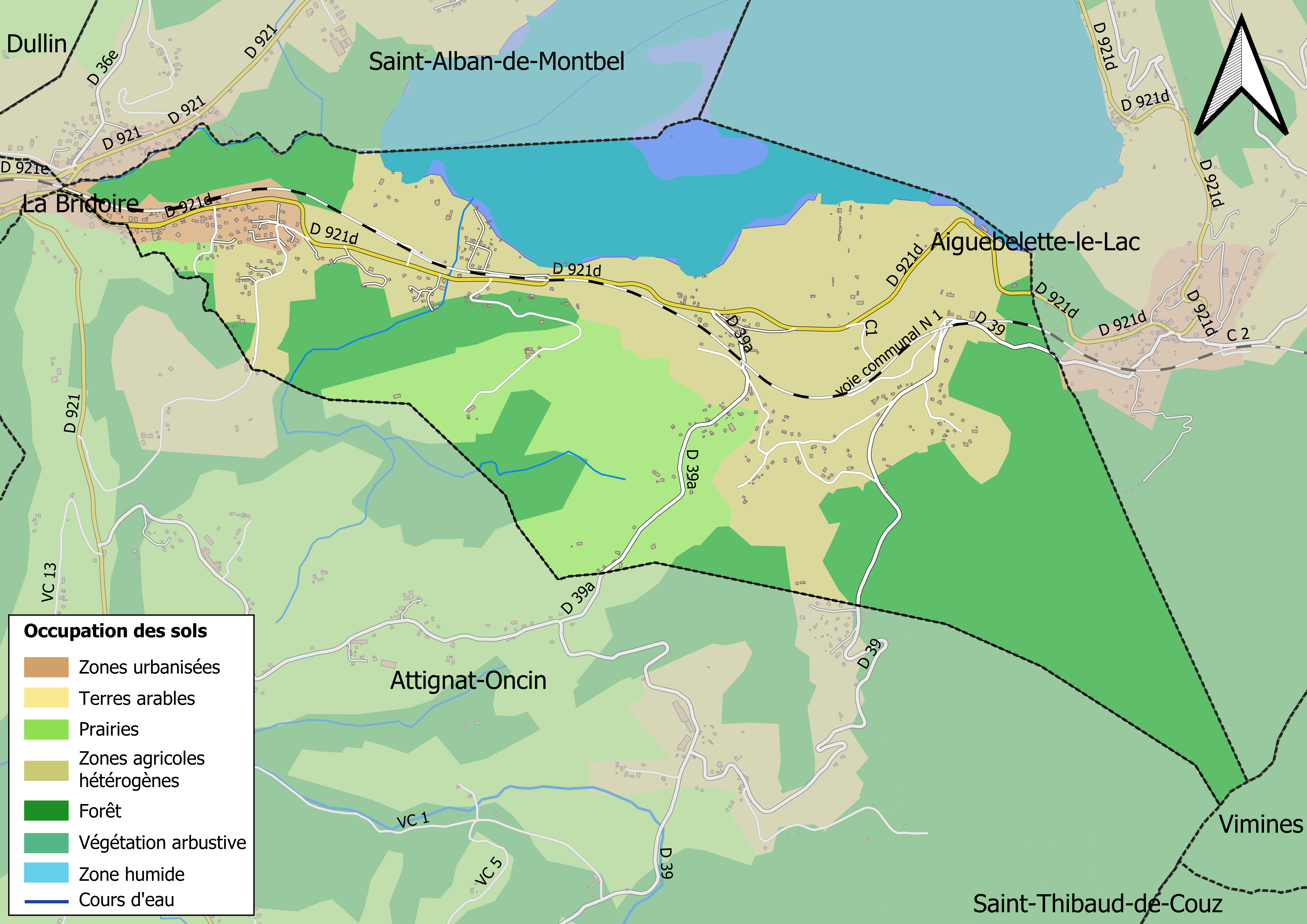
Kaart van de gemeente met de belangrijkste infrastructuur, bodemgebruik en omliggende gemeenten

## Verkeer en vervoer
In de gemeente ligt spoorwegstation Lépin-le-Lac-La Bauche.

## Demografie
Onderstaande figuur toont het verloop van het inwonertal (bron: INSEE-tellingen).